# Купрамонтана
Купрамонтана (італ. Cupramontana) — муніципалітет в Італії, у регіоні Марке,  провінція Анкона.
Купрамонтана розташована на відстані близько 185 км на північ від Рима, 38 км на південний захід від Анкони.
Населення — 4763 особи (2014).
Щорічний фестиваль відбувається 26 травня. Покровитель — Sant'Eleuterio.

## Демографія
Населення за роками:

Станом на 1 січня 2023 року в муніципалітеті офіційно проживав 371 іноземець з 46 країн, серед них 114 громадян країн Євросоюзу та 4 громадяни України.

## Сусідні муніципалітети
- Апіро
- Майолаті-Спонтіні
- Мерго
- Монте-Роберто
- Розора
- Сан-Паоло-ді-Єзі
- Серра-Сан-Куїрико
- Стаффоло